# Elizabeth Roemer
Elizabeth Roemer (née le 4 septembre 1929 et morte le 8 avril 2016) est une astronome américaine spécialisée dans l'étude des comètes et des astéroïdes.

## Biographie
Elle découvre les astéroïdes (1930) Lucifer et (1983) Bok. De plus, pendant 25 ans, elle accumule une collection importante de plaques photographiques de comètes afin de disposer de données cohérentes sur les magnitudes des noyaux cométaires.
En 1975, elle codécouvre avec Charles T. Kowal une lune de Jupiter, Thémisto. 
Elle est professeur émérite à l'université de l'Arizona.
L'astéroïde (1657) Roemera est nommé en son honneur.